# Christelijk Overleg Orgaan Studenten in Enschede
Het Christelijk Overleg Orgaan Studenten in Enschede, kortweg ChOOSE genoemd, is ontstaan als samenwerkingsverband tussen de vier christelijke studentenverenigingen die Enschede rijk is. De verschillende studentenverenigingen zijn zelfstandig en uniek, maar geïnspireerd door het gebed van Jezus uit Johannes 17:21 is een intentieverklaring voor samenwerking opgesteld. De vier betrokken verenigingen zijn C.S.V. Alpha, Navigators Studentenvereniging Enschede, Reformatorische Studentenkring en de Vereniging van Gereformeerde Studenten in Twente en hebben gezamenlijk ruim 300 leden.
Doel van ChOOSE is het bewerkstelligen van meer samenwerking tussen de verschillende verenigingen in het broederverband. Het doel wordt op 5 manier ingevuld:
1. De leden van de individuele verenigingen de mogelijkheid te bieden om contact te maken met de leden van de andere bij het verband aangesloten verenigingen.
2. De aangesloten verenigingen de mogelijkheid te bieden om gezamenlijk activiteiten te organiseren die de verenigingen afzonderlijk niet kunnen ontplooien.
3. De aangesloten verenigingen de mogelijkheid te bieden om gezamenlijk de inhoud van het christelijk geloof onder de aandacht te brengen van de studenten aan de Universiteit Twente en Saxion Enschede.
4. Het verzorgen van de gezamenlijke presentatie van de verenigingen op de Universiteit Twente en Saxion Enschede.
5. Het onderhouden van contacten met Bijbelgetrouwe kerken in Enschede.

Concrete activiteiten die ChOOSE organiseert zijn het broederforum, een sing-in, een sportdag, de Happening, een broederbijbelstudie en de introkerkdienst voor alle eerstejaars studenten in Enschede. Happietaria in Enschede wordt niet direct vanuit ChOOSE georganiseerd maar is wel een resultaat van intensieve samenwerking tussen leden van de broederverenigingen.

## Voetnoten
1. ↑  De Bijbeltekst Johannes 17:21 in de Nieuwe Bijbelvertaling

C.S.V. Alpha · Navigators Studentenvereniging Enschede · Reformatorische Studentenkring · Vereniging van Gereformeerde Studenten in Twente